# Jackson (Georgia)
Jackson város az USA Georgia államában, Butts megyében, melynek megyeszékhelye is. Lakosainak száma 5557 fő (2020. április 1.). Névadója James Jackson.

## Népesség
A település népességének változása:
| Lakosok száma | 3934 | 5045 | 5557 |
|               | 2000 | 2010 | 2020 |